# Vlag van Lääne-Virumaa

Vlag van Lääne-Virumaa

De vlag van Lääne-Virumaa, een provincie van Estland, bestaat net als alle vijftien andere Estische provincievlaggen uit twee even hoge banen van wit en groen met het provinciewapen op het midden van de witte baan. Groen staat voor de natuur in Estland. Ook toen werd gekozen voor een unieke en als zodanig direct herkenbare provincievlag. De vlag is, net als alle andere provincievlaggen, vastgelegd door toenmalig president Konstantin Päts: dit gebeurde op 26 september 1996. De hoogtelengte verhouding van de vlaggen is 7:11; bij een vlag van 105 bij 165 centimeter is de hoogte van het wapen 40 centimeter.
Het provinciewapen op het midden van de witte baan van de vlag bestaat uit een blauw schild met een witte bakstenen muur met kantelen en een witte toren met een geel dak; boven de muur twee gekruiste witte zwaarden met gele gevesten.
Het wapen (met een rood dak) werd in 1928 voor de provincie Viru aangenomen en in 1937 geprolongeerd. In 1996 werd het rode dak vervangen door een geel dak en dit wapen zo aan Lääne-Virumaa toegekend. Het kasteel staat voor de verdediging tegen invallen uit het oosten en voor behoud van cultuur en vrijheid.